# Pidonia qinlingana
Pidonia qinlingana là một loài bọ cánh cứng trong họ Cerambycidae.